# افسرده‌ماهی وراکروز
افسرده‌ماهی وراکروز (نام علمی: Citharichthys abbotti) نام یک گونه از سرده لکه‌ماهی است.